# NGC 6248
NGC 6248 este o galaxie spirală situată în constelația Dragonul. A fost descoperită în 11 august 1885 de către Lewis A. Swift. Se află la o distanță de 22,28 de megaparseci de Pământ.